# Проспект Олекси Тихого
Проспект Олекси Тихого — найбільший проспект в Україні, довжина якого перевищує 50 км.. Він з'єднує чотири міста Донецької області: Костянтинівку, Дружківку, Краматорськ та Слов'янськ. Проспект об'єднує окремі вулиці цих міст в одну магістраль з наскрізною нумерацією будинків та носить ім'я відомого правозахисника Олекси Тихого. Проспект є частиною автошляху Н20.ТОВ «Втормет»

Олекса Тихий

#### Склад проспекту
| Населений пункт | Сучасна назва          | Колишня назва        | Дата перейменування |
| --------------- | ---------------------- | -------------------- | ------------------- |
| Костянтинівка   | проспект Олекси Тихого | вулиця Леніна        | 21 листопада 2015   |
| Костянтинівка   |                        | вулиця Правобережна  | 30 березня 2017     |
| Дружківка       | проспект Олекси Тихого | вулиця Московська    | 28 вересня 2016     |
| Краматорськ     | проспект Олекси Тихого | вулиця Орджонікідзе  | 19 лютого 2016      |
| Краматорськ     | вулиця Танкістів       |                      |                     |
| Словʼянськ      | проспект Олекси Тихого | вулиця Ленінградська | 19 лютого 2016      |
| Словʼянськ      | вулиця Криворізька     |                      |                     |

31 березня 2017 року Павло Жебрівський — голова Донецької обласної військово-цивільної адміністрації, повідомив про перейменування ділянок проспекту частині Краматорська і Слов'янська. Проте, неперейменованими лишаються вулиці Танкістів у Краматорську, Сучасна та Криворізька у Слов’янську.
Триває робота над встановленням наскрізної нумерації будинків. Зокрема, міська рада Дружківки вже відправила до Донецької обласної військово-цивільної адміністрації дані щодо кількості будинків, які слід «підігнати» під номери єдиного проспекту.
Раніше, під час велопробігу з нагоди Дня Незалежності України, громадські активісти самостійно розвісили на стовпах уздовж траси таблички «проспект Олекси Тихого».

## Заклади

### Костянтинівка
- № 1 — ТОВ «Втормет»
- № 3 — КЗВА
- № 81 — Залізничний вокзал
- № 99 — ВАТ «Завод обважнювачів»
- № 108-Б — Свято-Ігорівська церква
- № 172 — Костянтинівський металургійний завод
- № 174 — ВАТ «Кожкон»
- № 208 — Завод «Будскло»
- № 260 — міська рада
- № 260 — Ресторан «Євро Сіті»м
- № 270 — СБУ
- № 298 — АЗС "ОККО"
- № 383 — ЖЕК

### Дружківка
- № 228 — готельно-ресторанний комплекс «МАН»
- № 230 — церква «Світло Євангелія»
- № 231 — автостанція

### Краматорськ
- № 6 — Краматорський завод важкого верстатобудування
  - № 6 (інженерний корпус КЗВВ) — Донецька обласна державна адміністрація
- № 5 — Новокраматорський машинобудівний завод
- № 17 — центральна міська лікарня

### Слов'янськ
- № 2 — начальна школа № 4